# دير قروح

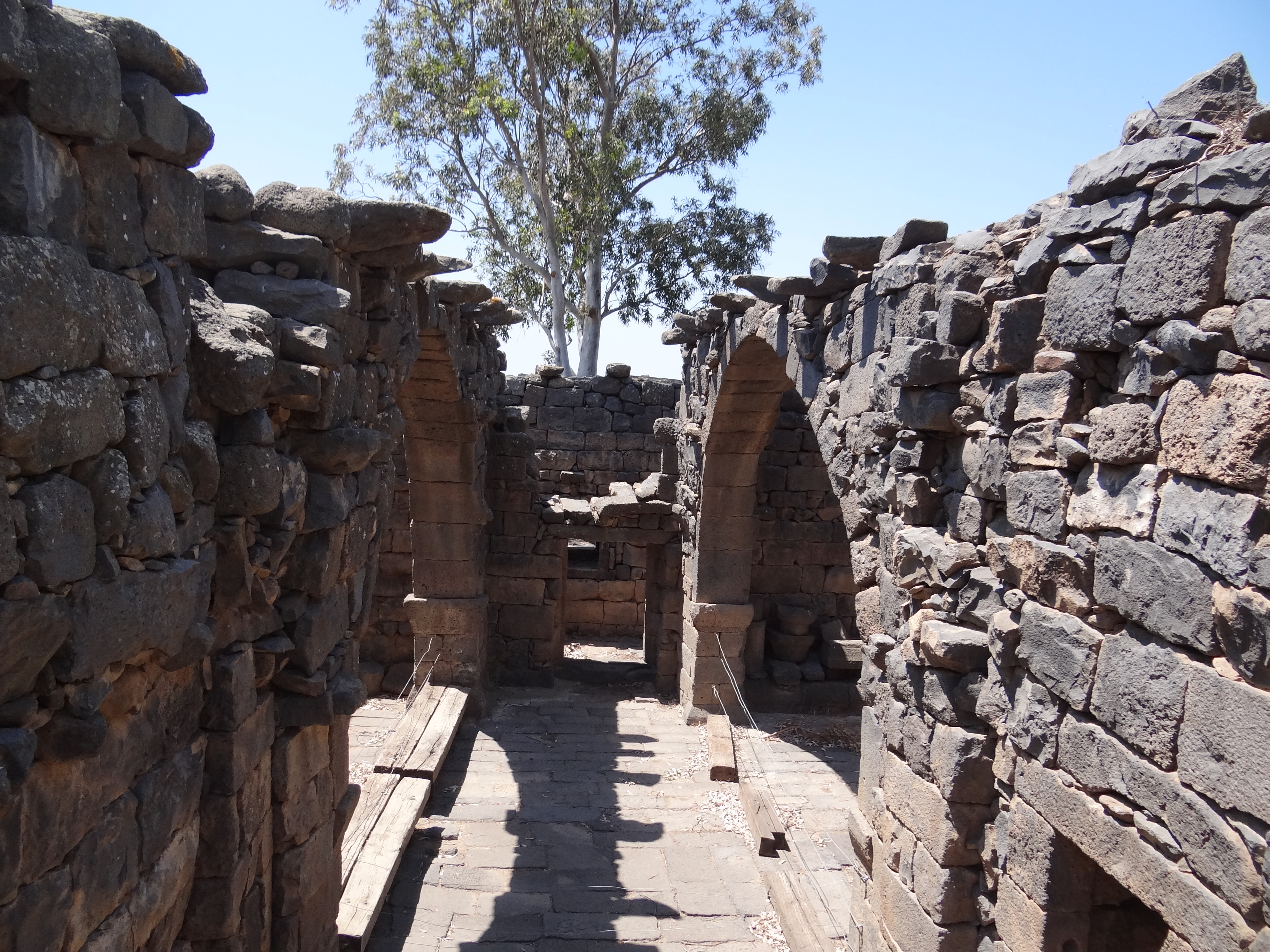
كنيسة دير القروح: صحن الكنيسة مع بابها في الطرف الغربي

دير قروح أو دير القروح، هي قرية من زمن الإمبراطورية البيزنطية في مرتفعات الجولان، وهي اليوم عبارة عن خربة التي تحوي أنقاض القرية. تقع داخل حديقة وطنية إسرائيلية، محمية جملا الطبيعية.
كانت القرية تقع بالقرب من جملا، وهي بلدة محصنة تاريخها أقدم بكثير.  تأسست دير القروح في القرن الرابع الميلادي، وتم بناء كنيسة ودير هناك في القرن السادس. تم التخلي عن القرية وهجرها في منتصف القرن السابع بعد الفتح الإسلامي للشام، ومن ثم أعيد الإستيطان بها مرة أخرى خلال القرنين الثالث عشر والرابع عشر، في زمن العصر المملوكي. في القرن العشرين، نشأت قرية سورية، حديثة التاريخ، في الموقع هذا، وتم التخلي عنها مرة أخرى بعد حرب حرب 1967 عام 1967، عندما أصبحت تحت السيطرة الإسرائيلية.

## دير وكنيسة القديس جورج
الجزء الشمالي-الشرقي من القرية هو الجزء الذي تم الحفاظ عليه بأفضل صورة، ويشمل دير متمركز حول كنيسة،  وقد تأسست هذه المباني في القرن السادس، وهي مهداة للقديس جورج، المذكور في العتب عند مدخل الكنيسة.  تحتوي الكنيسة على حنية مربعة الشكل - وهي سمة معروفة عن تواجدها في الكنائس التي تتواجد في سوريا القديمة والأردن، ولكنها غير موجودة في الكنائس التي تقع في غرب نهر الأردن. عندما تم إعادة الإستيطان في الموقع لاحقا فيما بعد، أي من بعد التخلي عن دير القروح وهجرها في القرن السابع، تم استخدام المجمع الرهباني لأغراض أخرى.

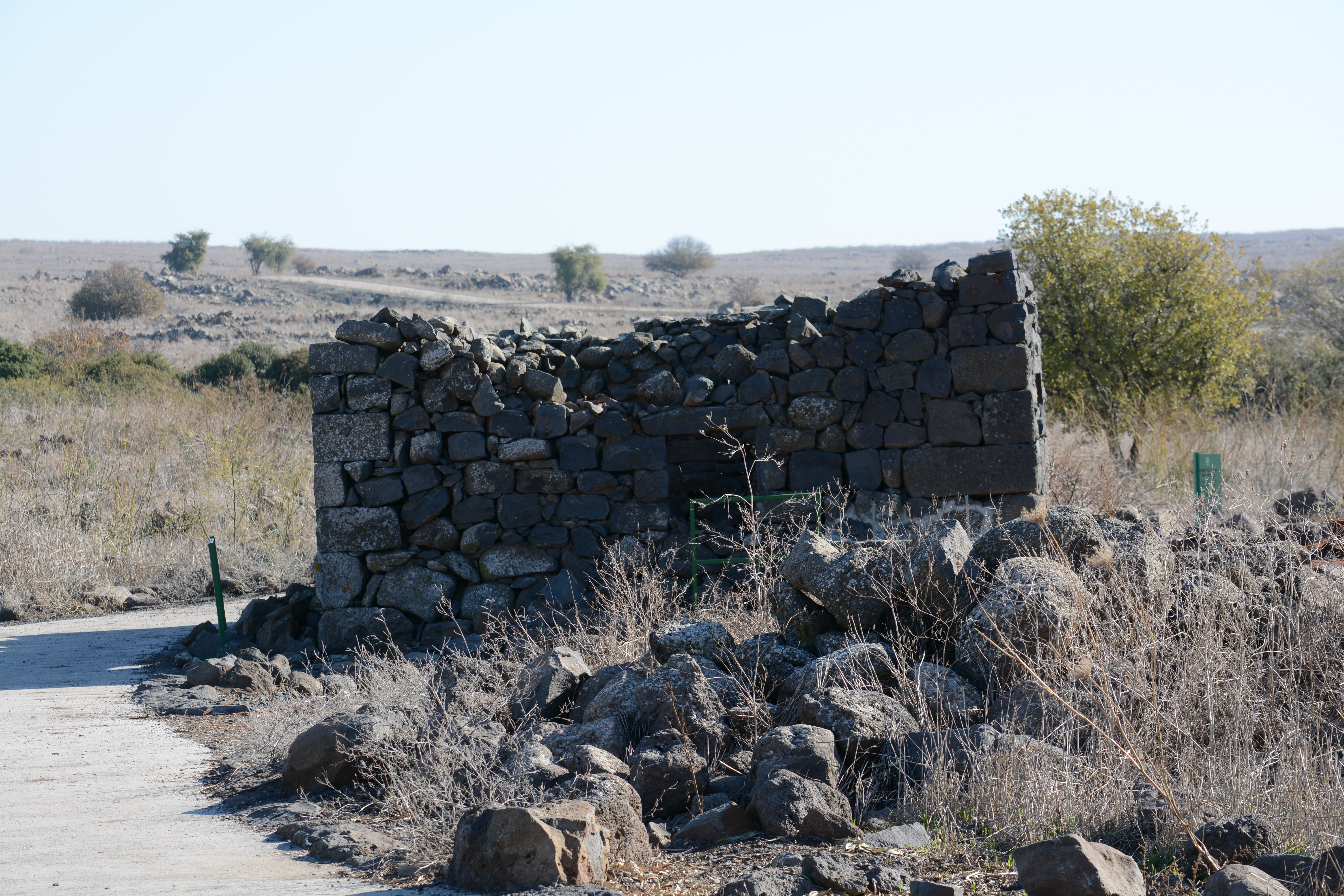
دير قروح ، بقايا وأنقاض منزل

## روابط خارجية
- دير قروح في موقع جامعة كريتون: صور بزاوية 360 درجة مع خيار ثلاثي الأبعاد (تم التقاطه عام 2006)، خطة تفاعلية للدير، نص توضيحي قصير. تم الوصول في يوليو 2018.
- صور أنقاض القرية
- صورة داخل الكنيسة: الممر الشمالي وبابها الجانبي ؛ من الممر الجنوبي

## قائمة المراجع
- معوز، تسفي أوري: دير قروح ، 1983، في «حداشوت أركيولوجيوت - حفريات ومسوحات في إسرائيل» 2: 23-25، سلطة الآثار الإسرائيلية.[5]
- معوز، تسفي يوري: دير قروح ، 1993، ص.   348-49 في «الموسوعة الجديدة للحفريات الأثرية في الأرض المقدسة»، 4 مجلدات، إفرايم ستيرن (محرر.)، نيويورك: Simon & Schuster ؛ القدس: جمعية الاستكشاف الإسرائيلية وكارتا.